# Ordre de l’Éperon de fer
Pour les articles homonymes, voir Éperon (homonymie).

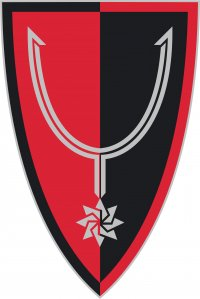

L’ordre de l’Éperon de fer (le groupe de routards « Plastounki » no 15) est une composante du Plast, l’organisation nationale scoute ukrainienne.
L’ordre de l’Éperon de fer fut créé en novembre 1916 lors d’un stage de formation de la Légion des tirailleurs du Sitch.
Le but de cette organisation est aujourd’hui l’enseignement d’une philosophie de vie chrétienne, saine et vertueuse.
À cet ordre de l’Éperon de fer ont appartenu de nombreuses personnalités, dont certaines ont joué un rôle important dans la formation d’un État ukrainien indépendant.

## Histoire

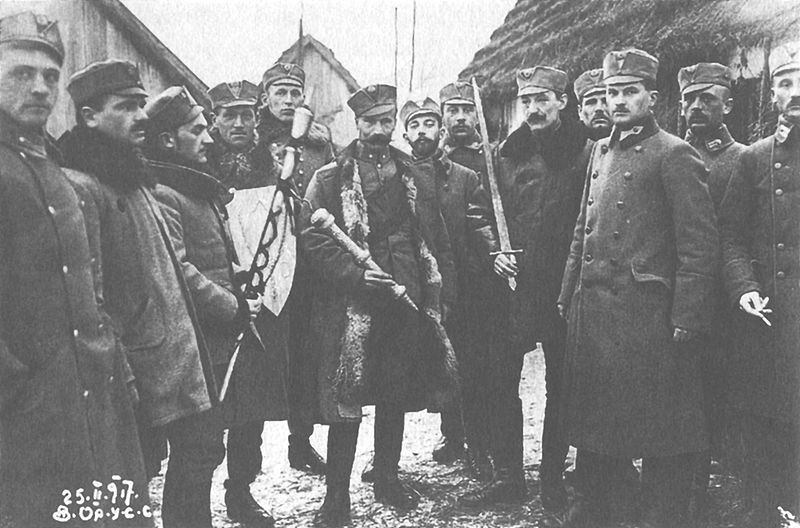
Membres de l’ordre de l’Éperon de fer, 1917

À la fin de la Première Guerre mondiale, la confrérie originelle fut affiliée au Plast, qui avait lui-même pour but de perpétrer la tradition centenaire de la chevalerie. En 1927, une étape supplémentaire fut franchie par l’Ordre au sein du Plast, avec la création d’un groupe de scouts portant le même nom. La tâche principale des scouts du Plast était d’ordre éducatif auprès de trois tranches d’âge :
- les 6-12 ans, les « louveteaux » ;
- les 12-18 ans les « éclaireurs » ;
- à partir de 18 ans les « routards ».

Parallèlement, l’organisation scoute avait pour mission d’aider les plus jeunes à s’intégrer peu à peu à la vie d’adulte ainsi qu’à sa structure professionnelle. Les Aînés enseignaient ainsi la comptabilité, ainsi que la gestion financière et administrative. Les jeunes mettaient ensuite en pratique ces enseignements dans la propre coopérative de l’organisation (agriculture, fabrication d’équipement scouts, gestion de crédits), mais aussi dans sa maison d’édition, notamment par la rédaction de journaux. La création de branches scoutes en Volhynie, Bucovine et en Transcarpatie fut aussi pendant quelque temps une des activités principales de l’organisation. En 1930, les scouts organisèrent pour la première fois un camp-vélo. Cette même année, le Plast fut interdit par le gouvernement polonais. Il continua cependant son action dans la clandestinité, jusqu’en 1939, où, sous l’occupation soviétique de l’Ukraine occidentale, il fut à nouveau autorisé.

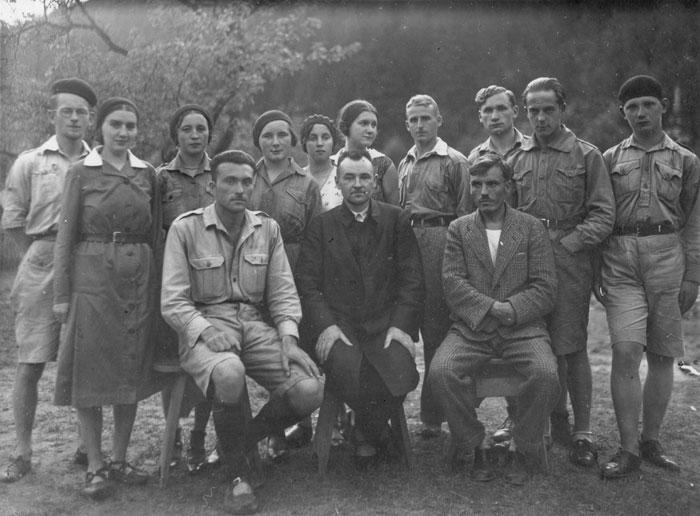
Membres de l’Éperon de fer avec les moniteurs du camp scout à Pidlute, 1931

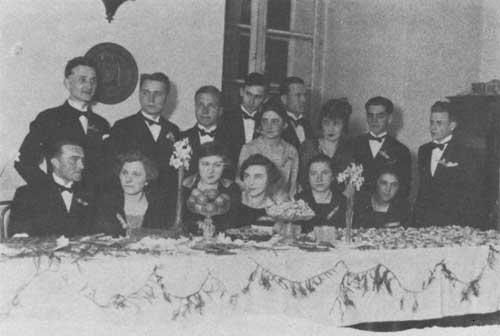
Soirée collective du groupe scout de l’« ordre de l’Éperon de fer » et des « Hirondelles »

## Le Plast aujourd’hui
Aujourd’hui, l’Ordre œuvre à la mise en pratique des valeurs du Plast sur le plan personnel et collectif, ainsi qu’au développement de cette organisation en Ukraine. Aujourd’hui, l’« ordre de l’Éperon de fer »  est l’un des groupes de routards scouts comptant le plus de membres en Ukraine. Les valeurs enseignées sont, dans la tradition du vieil esprit de chevalerie, la fraternité et le partage. Depuis l’époque des tirailleurs du Sitch, le cri de ralliement et la formule de salutation sont restées inchangés : « La victoire ou la mort ! » et « La main sur le cœur ! ».
Activités principales : 
1. Engagement pour l’idéal libertaire de l’organisation scoute Plast
2. Campagnes pour un mode de vie sain
3. Coopération dans des projets touchant à la protection de l’environnement/éducation à l’environnement
4. Participation à de nombreuses compétitions sportives dans toute l’Ukraine
5. Développement d’activités liées au tourisme vert : randonnées à pied, à vélo ou à cheval, tourisme fluvial, excursions spéléologiques.

L’activité de l’Ordre peut être répartie entre plusieurs domaines :
1. Activités pédagogiques : Les membres du groupe des routards s’occupent régulièrement de groupes d’âge variable : de louveteaux (6-12 ans) ainsi que de plusieurs groupes d’éclaireurs (12-18 ans). Ils organisent et veillent également au bon déroulement de camps d’été ainsi que de randonnées. Un autre domaine d’activité est l’organisation d’activités pédagogiques dans toute l’Ukraine.
2. Travail administratif : Les membres du groupe s’engagent et travaillent traditionnellement dans l’organe administratif de l’organisation, pour beaucoup à Kiev, Lviv, Ternopil, Ivano-Frankivsk, Louzik.
3. Formation : Le groupe travaille au développement d’une série de programmes de formation destinés aux jeunes scouts âgés de 12 à 18 ans et dans ce cadre organise des séminaires éducatifs dans toute l’Ukraine.

Exigences vis-à-vis de ses membres

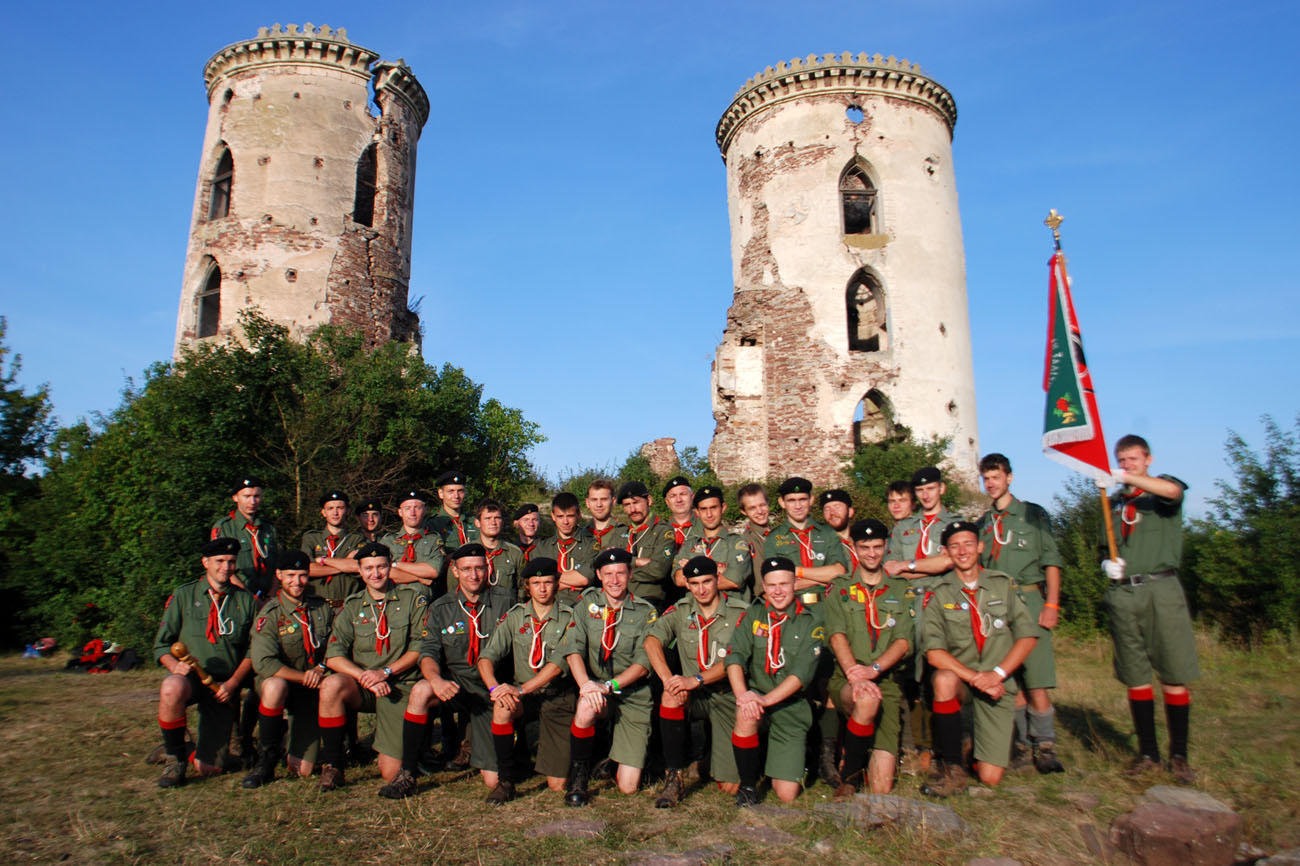
L’ordre de l’Éperon de fer lors d’une rencontre scoute à Nyrkiv, 2009

- Travail actif dans le Plast, et participation aux activités du groupe
- Esprit de camaraderie
- Mode de vie sain (renoncement absolu au tabac, à l’alcool et toute autre drogue)